# Castle Haven (Dunnottar Castle)

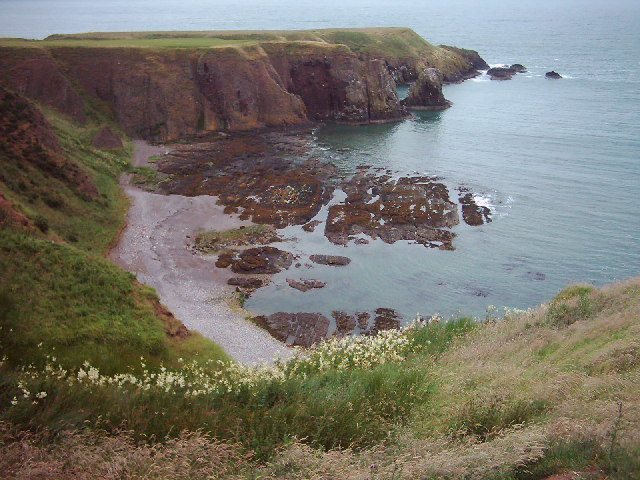
Die Bucht mit Blick auf Bowdun Head

Castle Haven ist eine Bucht an der Ostküste von Aberdeenshire im Nordosten Schottlands, zwei Kilometer südlich von Stonehaven. Sie erstreckt sich entlang der Küste etwa 300 Meter in nord-südlicher Richtung sowie landeinwärts in ost-westlicher Richtung über eine Länge von etwa 450 Metern. Das nördliche Ende wird durch die Landspitze Bowdun Head markiert, das südliche durch die Ruine von Dunnottar Castle. Der landwärtige Teil gehört zur Community Council Area Catterline, Kinneff and Dunnottar.